# 锑电极
锑电极是一種電極，該电极由单质锑制成。锑电极可以放入含有氢氟酸的溶液中，而玻璃电极就不能放入含有氢氟酸的溶液中，因为玻璃会与含有氟化氢的溶液发生化學反应。
电化学过程可以表示为
Sb2O3(s) + 6 H+ + 6 e− ⇌ 2Sb(s) + 3H2O